# Всехсвятская церковь Киево-Печерской лавры
Церковь Всех Святых — памятник архитектуры XVII века, расположенный в Киеве на территории Киево-Печерской лавры. Построена в стиле украинского барокко в 1696—1698 годах.

## Архитектура
Церковь Всех Святых возводилась в одно время с Экономичными вратами по проекту архитектора Дмитрия Аксамитова. Экономичные врата входят в систему лаврских фортификаций.
Церковь построена по типу крестово-купольной деревянной церкви. Это — двухъярусное сооружение. Вход в церковь — с юга, с Экономичной улицы Верхней Лавры, под небольшой аркадой, которую украшает фронтон. К самой церкви от входа на второй этаж ведёт галерея с массивными дубовыми ступенями.
Все пять куполов церкви открыты внутрь помещения и имеют окна. Интерьер церкви имеет два мраморных мозаичных киота на южной и северной стенах.

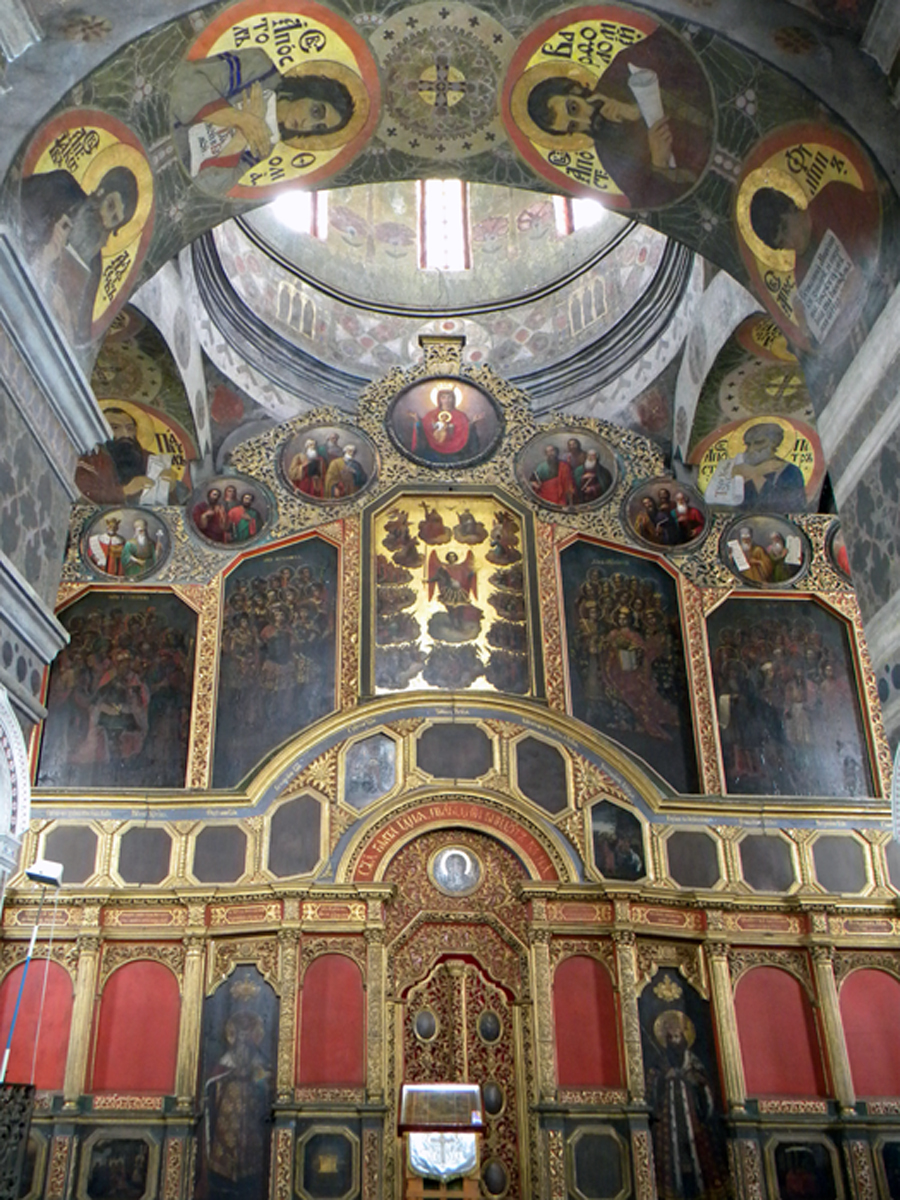
Всехсвятская церковь Киево-Печерской лавры. Интерьер. Вид на иконостас.

## Роспись
Первичная настенная роспись не дошла до нашего времени. То, что можно увидеть сегодня — это работа учеников Лаврской иконописной мастерской, выполненная в 1905 году под руководством художника Ивана Ижакевича. Стенопись периода модерна органично вплетена в барокковую архитектуру сооружения и образует целостный ансамбль.
Липовый резной иконостас, вероятно, изготовлен одновременно со строительством церкви, хотя не вся живопись иконостаса дошла до нашего времени.